# Seyrigia gracilis
Seyrigia gracilis är en gurkväxtart som beskrevs av Keraudr. Seyrigia gracilis ingår i släktet Seyrigia och familjen gurkväxter. Inga underarter finns listade i Catalogue of Life.